# ديربي الشرقية
ديربي الشرقيّة أو ديربي المنطقة الشرقية  هو ديربي كرة قدم بين فريقين من شرق المملكة العربية السعودية وتحديدًا بين ناديّ الاتفاق  من مدينة الدمام وناديّ القادسية من مدينة الخُبَر وهو أحد ديربيات كرة القدم السعودية بجوار ديربي الرياض وجدة والقصيم وسدير. تعودُ جذور ديربي الشرقيّة إلى أوائل السبعينات حينما كان نادي القادسية منافسًا شرسًا لنادي الاتفاق قبل أن يتسيّد هذا الأخير وبشكلٍ كبيرٍ زعامة المنطقة في الثمانينات، لكن ومع تتويج القادسية بطلًا لآسيا وسقوط نادي النهضة (أحد أندية الدمام)، بدأ الاتفاق يلْقى مواجهة من قبل القدساويين على زعامة المنطقة على صعيد الإنجازات والتنافس في المباريات.

## التاريخ
منذ انطلاقة الدوري السعودي الفعلي عام 1976 التقى الاتفاق والقادسية في 102 مباراة في جميع المسابقات الرسمية 
| فوز الاتفاق | تعادل | فوز القادسية |
| 49          | 26    | 27           |

أول واخر مباراة بين القادسية والاتفاق
| الاتفاق 2 - 1 القادسية | 1977-12-29 | الدوري السعودي موسم 1977/1978 |
| الاتفاق 0 - 2 القادسية | 2024-2025  | دوري روشن السعودي             |

أكبر فوز في تاريخ الفريقين
| الاتفاق 5 - 1 مرتين 1996 ، 2004 | الدوري السعودي المرة الاولى عام 1995-1996 المرة الثانيه عام 2007-2008 | المباراة الاولى 5 يناير 1996 ، المباراة الثانيه 25 سبتمبر 2007 |

هدافي الديربي
| سعدون الحمود (الاتفاق) | 14 هدف   |
| صالح القنبر (القادسية) | 10 أهداف |

## مواجهات الفريقين
يتفوق الاتفاق تاريخيًا على القادسية في مسابقة الدوري السعودي الممتاز، حيث التقا من قبل في 69 مباراة، فاز الاتفاق في 35 لقاء (بنسبة اكثر من 50٪) ، وفاز القادسية في 15 لقاء، وحضر التعادل في 19 لقاء، سجل الاتفاق 111 هدفًا، في المقابل سجل القادسية 76 هدفًا، الأمر الذي يعكس تألق الاتفاق وتفوقه في تاريخ مواجهاته أمام القادسية في الدوري تاريخيا.
أكبر النتائج ايضًا مسجّل لنادي الاتفاق حيث فاز بنتيجة 5-1 مرتين موسمي 1995-1996 & 2007-2008، وبنتيجة 4-0 مرة واحدة موسم 2003-2004 .. بينما كان أكبر نتيجة فوز لـ القادسية على الاتفاق هي 4-1 مرة واحدة في موسم 2002-2003.

## ديربي الدمام
ديربي الدمام هو الديربي الكرويّ الذي كان يجمعُ بين نادي الاتفاق ونادي النهضة، وعلى الرغم من التنافس الشديد لهم في الجماهيرية في وقت سابقٍ إلا أنّ فارق الفوز كان لصالح الاتفاق بشكل كبير فالنهضة لم يُحقّق سوى انتصاراتٍ قليلةٍ جدًا على الاتفاق في الدوري عدى عن عدم امتلاك الفريقِ لأيّ بطولة. انتهى ديربي الدمام بسقوطِ النهضة للدرجة الأولى ومن ثم الثانية واختفاء جماهيره، فأصبح الديربي الشرقاوي أقوى من ناحية الإعلام والتنافس.